# Rue de la Joaillerie
La rue de la Joaillerie est une ancienne voie de Paris qui était située dans les anciens 4e et 7e arrondissements. Elle disparaît en grande partie lors de la création de la place du Châtelet au début du XIXe siècle et intégralement lors du percement du boulevard de Sébastopol et de l'avenue Victoria.

## Situation
Au moment de sa disparition, la rue ne faisait que 15 m de long et ne possédait aucun numéro. Elle commençait à la place du Châtelet et à la rue de la Vieille-Place-aux-Veaux (no 1) et se terminait à la rue Saint-Jacques-la-Boucherie (no 7). Elle marquait la limite entre l'ancien 4e arrondissement (côté gauche) et l'ancien 7e arrondissement.

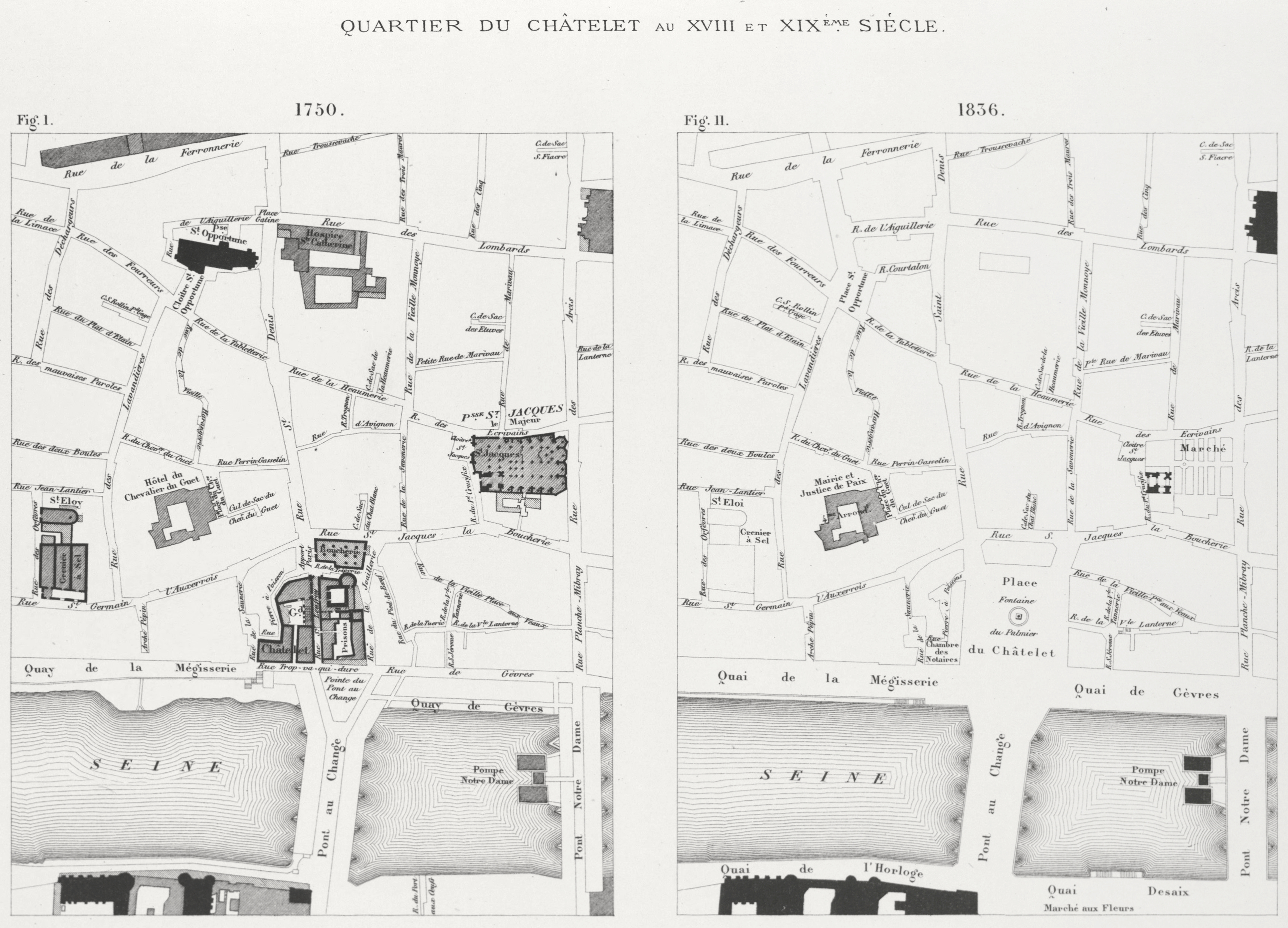
Comparaison du réseau viaire entre 1750 et 1836.

## Origine du nom
Elle doit son nom à la présence de joailliers.

## Historique

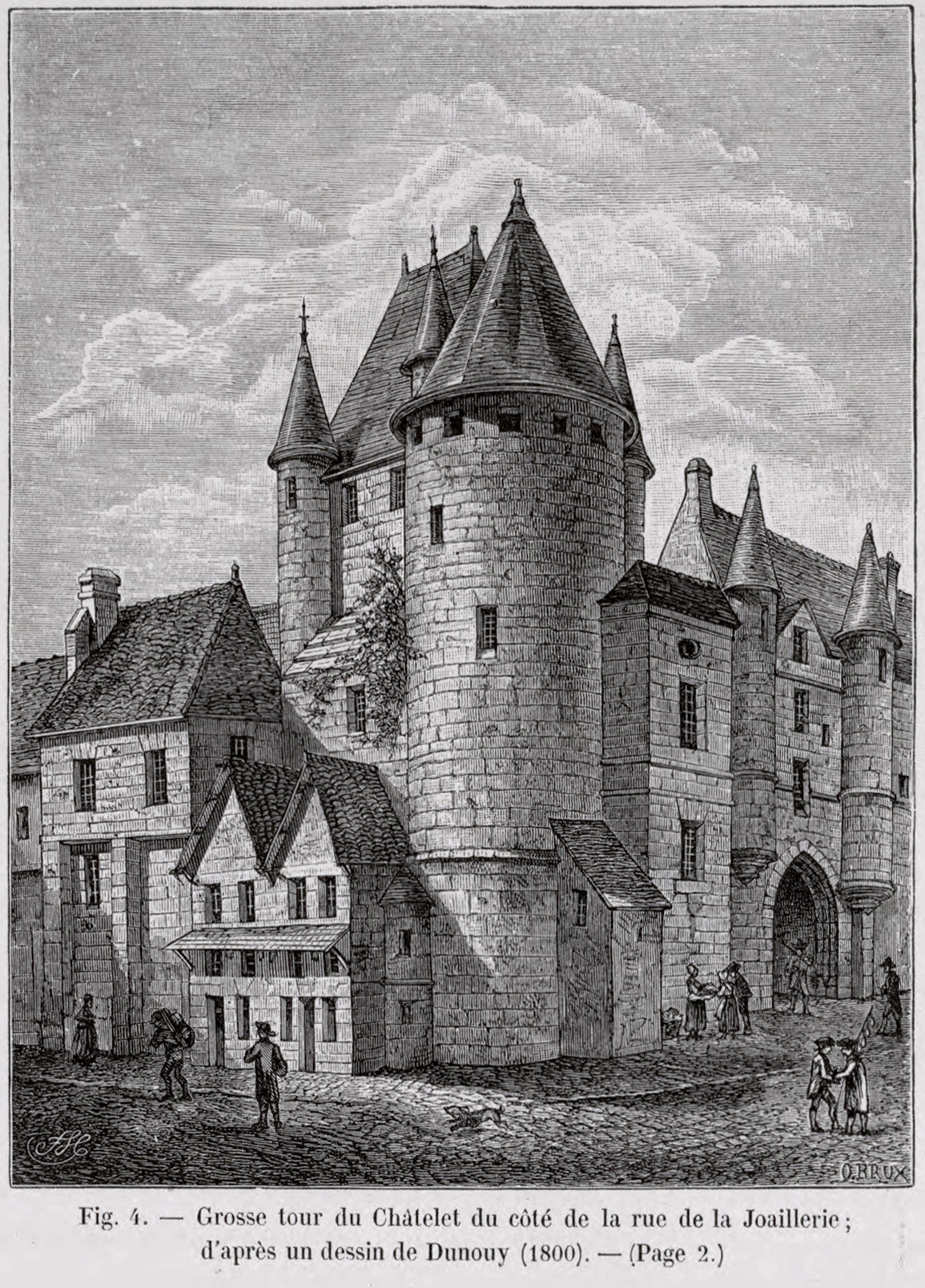
La tour du Grand Châtelet, du côté de la rue de la Joaillerie.

Selon Henri Sauval, la rue était nommée en 1300 rue du Chevet-Saint-Leufroi, en raison de sa position à l'arrière de l'église Saint-Leufroi. La rue reliait alors les bords de Seine à la rue de la Triperie où se trouvait un four dit d'Enfer et ou du Métier.
Ce dernier est détruit sous le règne de Charles V, par Hugues Aubriot, prévôt de Paris. Cette démolition permet de prolonger la voie au nord jusqu'à la rue Saint-Jacques-la-Boucherie, offrant ainsi un nouvel accès au pont au Change. La voie est alors nommée rue du Pont-au-Change.
En 1621, le pont au Change est détruit par un incendie et les orfèvres et joailliers qui s'y trouvaient viennent s'installer dans la rue qui prend le nom de la rue de la Joaillerie.
Au début du XIXe siècle, le Grand Châtelet est détruit et la place du Châtelet est aménagée à son emplacement. Sur le plan cadastral, dit de Vasserot, établi entre 1810 et 1836, la limite est de la nouvelle place du Châtelet correspond à la partie est de la rue de la Joaillerie. La place est ensuite élargie à l'est, entrainant la disparition complète de la partie sud de la place. Seule une petite partie de la rue de la Joaillerie est maintenue au nord. La partie subsistante est également élargie et se trouve désormais dans la continuité de la rue de la Savonnerie.
En 1854, un décret déclare d'utilité publique la prolongation d'un boulevard  (actuelle avenue Victoria) entre les places de l'Hôtel-de-Ville et du Châtelet et la suppression de la rue de la Joaillerie.